# Peter Mandelson

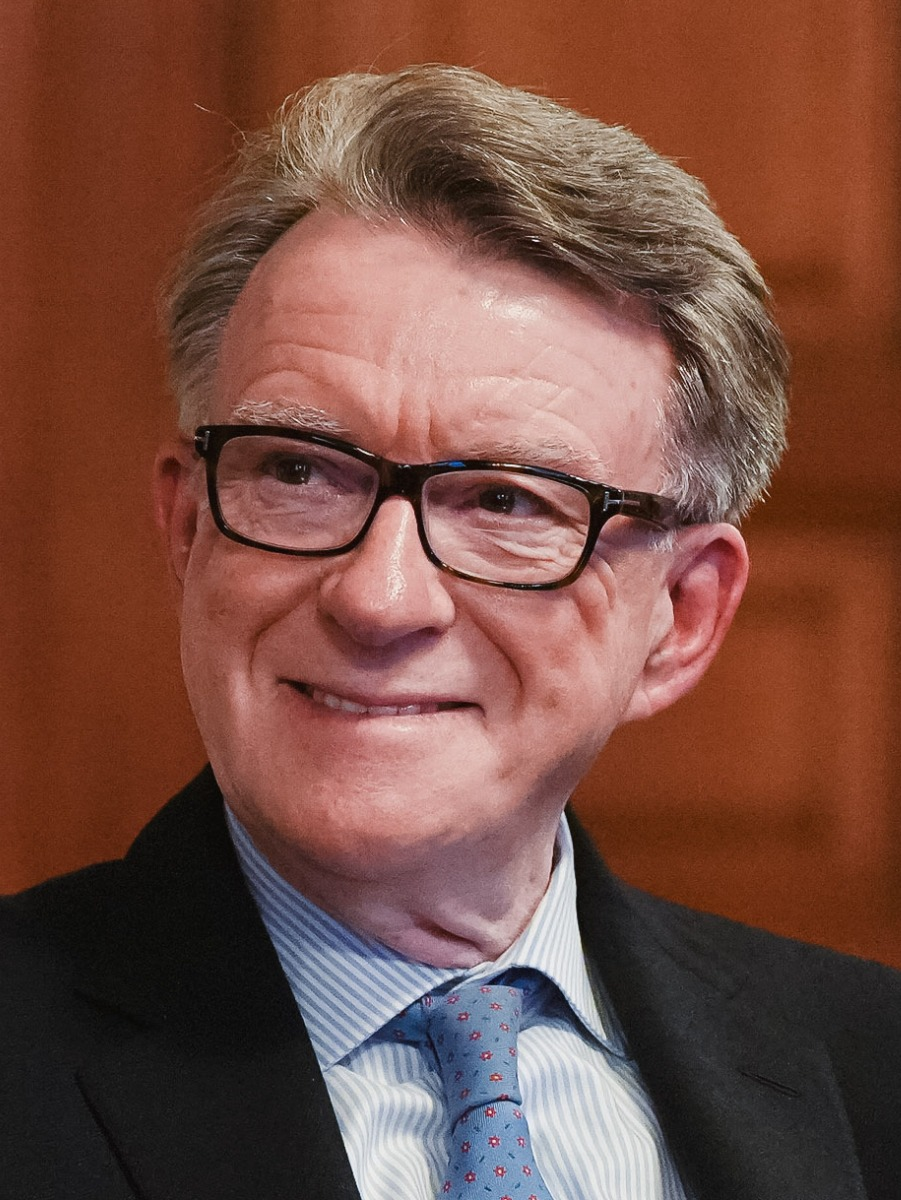
Peter Mandelson (2025).

Peter Benjamin Mandelson, Baron Mandelson [ˈpiːtə ˈbɛndʒəmɪn ˈmændəlsən] (* 21. Oktober 1953 in London) ist ein britischer Politiker der Labour Party. Er gilt als einer der Hauptarchitekten beim Wandel der Partei zu New Labour.

## Werdegang
Geboren wurde Mandelson als zweiter Sohn von George Tony Mandelson, einem jüdischen Emigranten aus Polen. Sein Vater war beim in London ansässigen The Jewish Chronicle Anzeigenredakteur. Seine Mutter Mary Mandelson war die Tochter von Herbert Morrison (1888–1965), einem bekannten Politiker der Labour Party und mehrfachen Minister in Labour-Regierungen, zuletzt als Außenminister. Die Abstammung von diesem Großvater begleitete ihn durch sein politisches Leben und ebnete gelegentlich den Boden für seine politische Laufbahn. Der Familienname ‚Mandelson‘ ist die anglisierte Form des deutschen oder jiddischen ‚Mendelssohn‘.
Aus Protest gegen die Unterstützung des Vietnamkriegs durch die Labour Party schloss sich Mandelson eine Zeitlang der britischen Young Communist League der Communist Party of Great Britain an. Nach dem Besuch der Hendon County Grammar School von 1965 bis 1972 hielt sich Mandelson in den Jahren 1972/73 in Tansania auf, wo er u. a. in einer Dorfschule unterrichtete und in einem kleinen Krankenhaus aushalf.
Von 1973 bis 1976 studierte er am St. Catherine’s College in Oxford Philosophie, Politik und Volkswirtschaftslehre. 1977 schloss er sich dem British Youth Council an, dessen Vorsitzender er von 1977 bis 1980 war. In dieser Funktion nahm er 1978 als Mitglied der britischen Delegation zusammen mit Arthur Scargill und mehreren späteren Ministerkollegen am Weltjugendfestival in Havanna teil.

### Karriere im Vereinigten Königreich
Von 1979 bis 1982 gehörte Mandelson dem Rat des Londoner Stadtbezirks Lambeth an. Anschließend war er bis 1985 als Fernsehjournalist für London Weekend Television tätig.
Am 24. September 1985 wurde er Pressesprecher und Wahlkampfleiter (Director of Campaigns and Communications) der Labour Party. Zu dieser Zeit war Neil Kinnock Vorsitzender der Labour Party. Diese Position hatte er inne, bis er 1990 als Kandidat der Labour Party für den Wahlkreis Hartlepool aufgestellt wurde. Diesen Sitz erhielt er dann auch bei den Parlamentswahlen von 1992 als Nachfolger von Ted Leadbitter. In der Zwischenzeit war er für eine Beraterfirma tätig.
Mandelson war einer der Verbündeten Tony Blairs bei dessen Wahl zum Parteivorsitzenden 1994. Er wurde Wahlkampfleiter der Labour Party bei den Parlamentswahlen von 1997. Danach wurde er Minister ohne Geschäftsbereich in der Regierung Blair, wo er die Verantwortung für den Millennium Dome hatte.
1998 wurde er Minister für Handel und Industrie.

### Rücktritt
1998 musste Mandelson wegen einer Kreditaffäre zurücktreten. Mandelson hatte einen zinslosen Kredit über 373.000 Pfund für ein Haus von einem vermögenden MP erhalten.

### Spätere Tätigkeiten
Mandelson und der deutsche Kanzleramtsminister Bodo Hombach erarbeiteten 1999 das Blair-Schröder-Papier, mit dem der Kurs der britischen Labour Party bekräftigt wurde. Das Papier wurde am 8. Juni 1999 veröffentlicht.
Im Oktober 1999 kehrte er als Nachfolger für Mo Mowlam als Minister für Nordirland ins Kabinett zurück. Er trat am 24. Januar 2001 zurück wegen einer Affäre um die britische Staatsbürgerschaft eines Inders, dessen Familie bei der Finanzierung des Millennium Dome eine wichtige Rolle gespielt hatte.
Am 3. Oktober 2008 kehrte Mandelson im Rahmen der Kabinettsumbildung von Premierminister Gordon Brown als Wirtschaftsminister (Secretary of State for Business, Innovation and Skills) in die Regierung (Kabinett Brown) zurück. 
Am 13. Oktober 2008 wurde Mandelson auf Vorschlag von Premierminister Brown als Life Peer geadelt, wodurch er den Titel Baron Mandelson, of Foy in the County of Herefordshire and of Hartlepool in the County of Durham, erhielt und Mitglied des House of Lords wurde.
Seit einer Kabinettsumbildung am 5. Juni 2009 war Mandelson Lord President of the Council. Er erhielt  den Ehrentitel First Secretary of State.

### Karriere in der EU
2004 wurde Mandelson von Tony Blair in die Europäische Kommission entsandt. José Manuel Barroso, der Kommissionspräsident, ernannte ihn zum Handelskommissar; in dieser Funktion war er bis zu seiner Rückkehr in die britische Regierung 2008 für die Europäische Handelspolitik zuständig.

### Botschafter in den Vereinigten Staaten
Im Dezember 2024 wurde bekannt, dass Premierminister Sir Keir Starmer Mandelson als neuen britischen Botschafter in Washington, D.C. vorsah. Er trat dieses Amt am 10. Februar 2025 an.

## Politische Positionen
Innerhalb der EU-Institutionen setzt sich Mandelson gegen Protektionismus und für Freihandel ein. Hierdurch geriet unter anderem in Streit mit Nicolas Sarkozy, als dieser den Vorsitz im Rat der Europäischen Union innehatte. Mandelson kritisierte die Rede des britischen Premierministers David Cameron vom 23. Januar 2013, in der sich dieser für eine Neuverhandlung der britischen EU-Verträge und ein Referendum über Großbritanniens EU-Mitgliedschaft ausgesprochen hatte. Die EU sei „keine Art Cafeteria, in der jeder mit einem Tablett hineingehen und sich nehmen könne was er wünsche“. Diese Einstellung zur EU entspräche nicht dem, was die europäischen Partner erwarteten und entspräche auch nicht den Prämissen, unter denen Großbritannien EU-Mitglied geworden sei.
Mandelson gilt als Befürworter der Praxis der Three strikes und einer härteren Bestrafung gegenüber illegalem Filesharing.
Mandelson gilt als erfolgreicher Spindoctor und übte hinter den Kulissen großen Einfluss auf die Politik der Labour-Partei aus. Seine Rolle im Hintergrund und sein Talent für politische Manöver brachten ihm den Spitznamen The Prince of Darkness (Der Fürst der Finsternis) ein, seit seiner Erhebung in den Adelsstand wird er auch The Dark Lord (Der dunkle Lord) genannt. In den Jahren 1999 und 2009 nahm Mandelson auf Einladung an den Bilderberg-Konferenzen teil.

## Privates
Im Jahr 2000 bekannte sich Mandelson öffentlich zu seiner Beziehung mit Reinaldo Avila da Silva, indem er Fotos von sich mit seinem Partner erlaubte. Er gehörte nach einer Umfrage in Großbritannien 2005 zu den einflussreichsten homosexuellen Männern in Europa.
Im Juli 2010 veröffentlichte Mandelson seine Memoiren The Third Man: Life at the Heart of New Labour.